# 黑头金翅雀
黑头金翅雀（学名：Chloris ambigua）为燕雀科绿金翅雀属的鸟类。分布于中南半岛、缅甸、印度以及中国大陆的四川、贵州、云南、西藏等地，主要栖息于松林以及也出没于高山荒野、高山草甸、村旁荒地和农田中。该物种的模式产地在云南临沧。

## 亚种
- 黑头金翅雀指名亚种（学名：Chloris ambigua ambigua）。分布于缅甸以及中国大陆的四川、云南、贵州、青海、西藏等地。该物种的模式产地在云南临沧。[3]
- 黑头金翅雀西藏亚种（学名：Chloris ambigua taylori）。分布于阿富汗、巴基斯坦、克什米尔、印度、尼泊尔、锡金、不丹以及中国大陆的西藏等地。该物种的模式产地在雅鲁藏布江的Lilung。[4]